# Гораец-Стара-Весь
Гораец-Стара-Весь (пол. Gorajec-Stara Wieś) — деревня в Замойском повете Люблинского воеводства Польши. Входит в состав гмины Радечница. Находится примерно в 30 км к западу от центра города Замосць. По данным переписи 2011 года, в деревне проживало 335 человек.
В 1975—1998 годах деревня входила в состав Замойского воеводства.

## Население
Демографическая структура по состоянию на 31 марта 2011 года:
|         | Всего | До трудоспособного возраста | Трудоспособного возраста | Старше трудоспособного возраста |
| ------- | ----- | --------------------------- | ------------------------ | ------------------------------- |
| Мужчины | 153   | 22                          | 100                      | 31                              |
| Женщины | 182   | 28                          | 91                       | 63                              |
| Всего   | 335   | 50                          | 191                      | 94                              |